# Falk Boden
Falk Boden (Elsterwerda, 20 de gener de 1960), va ser un ciclista alemany dels anys 80. Va defensar el colors de la República Democràtica Alemanya, on va guanyar nombroses competicions com a amateur. Amb la reunificació alemanya, es va passar al professionalisme i s'hi va mantenir fins al 1993.
Del seu palmarès destaquen tres Campionats del Món en contrarellotge per equips i una medalla de plata als Jocs Olímpics de Moscou de 1980.

## Palmarès
- 1977
  -  Campió del món júnior en contrarellotge per equips (amb Thomas Barth, Olaf Ludwig i Andreas Kluge)
- 1978
  -  Campió del món júnior en contrarellotge per equips (amb Thomas Barth, Olaf Ludwig i Udo Smektala)
  - 1r a la Curs ade la Pau júnior
- 1979
  -  Campió del món en contrarellotge per equips (amb Bernd Drogan, Hans-Joachim Hartnick i Andreas Petermann)
  - Campió de la RDA en contrarellotge
  - Campió de la RDA en contrarellotge per equips
- 1980
  -  Medalla de plata als Jocs Olímpics de Moscou en Contrarellotge per equips (amb Bernd Drogan, Hans-Joachim Hartnick i Olaf Ludwig)
  - Campió de la RDA en contrarellotge
  - Campió de la RDA en critèrium
  - 1r de la Volta a la RDA i vencedor d'una etapa
- 1981
  -  Campió del món en contrarellotge per equips (amb Bernd Drogan, Mario Kummer i Olaf Ludwig)
  - Vencedor de 3 etapes de la Sealink Race
- 1982
  - Vencedor d'una etapa de la Tour de l'Avenir
  - Vencedor d'una etapa del Tour de Loir i Cher
- 1983
  - 1r de la Cursa de la Pau
  - Vencedor d'una etapa de la Volta al Marroc
  - Vencedor d'una etapa de la Volta a la RDA
  - Vencedor de 2 etapes de la Volta a Renània-Palatinat
- 1984
  - Medalla d'or als Jocs de l'amistat en contrarellotge per equips
  - 1r de la Volta a la RDA i vencedor d'una etapa
- 1985
  - Vencedor d'una etapa del Tour de l'Hainaut Occidental
- 1987
  - Vencedor d'una etapa del Tour de l'Hainaut Occidental
- 1988
  - Vencedor d'una etapa de la Volta a Àustria
  - Vencedor d'una etapa del Tour de Valclusa
- 1989
  -  Campió del món en contrarellotge per equips (amb Maik Landsmann, Mario Kummer i Jan Schur)
  - 1r al Regio-Tour
  - Vencedor de 2 etapes de la Volta a Àustria
  - Vencedor d'una etapa del Tour de Valclusa
- 1990
  - Vencedor d'una etapa de la Volta a Saxònia
- 1991
  -  Campió d'Alemanya en ruta

### Resultats al Tour de França
- 1991. Fora de control (10a etapa)
- 1992. No surt (7a etapa)

### Resultats al Giro d'Itàlia
- 1993. 78è de la classificació general